# Операция Tailwind
Операция Tailwind — военная операция американского и южновьетнамского спецназа на территории Лаоса во время Вьетнамской войны.
В сентябре 1970 года отряд из 16 американских «зелёных беретов» и 110 южновьетнамских коммандос высадился на «тропе Хо Ши Мина» в Лаосе, чтобы оттянуть на себя силы северовьетнамской армии, наступавшие на юге Лаоса. В течение нескольких дней отряд вёл бои с превосходящими силами противника, после чего был эвакуирован. В ходе операции были захвачены северовьетнамские документы объёмом 400 страниц, которые американская разведка охарактеризовала как самую важную разведывательную информацию, полученную на «тропе Хо Ши Мина» с начала войны.
Потери отряда составили: южновьетнамцев — 3 убитых и 33 раненых, американцев — 16 раненых и 2 сбитых вертолёта CH-53. Потери северовьетнамской армии в боях с отрядом — 144 убитых и 50 раненых, ещё около 288 солдат было убито ударами авиации. Американский медик Гэри Роуз за проявленный героизм при спасении раненых был представлен к высшей награде США — Медали Почёта, которую получил с большим опозданием в 2017 году.
В течение трёх десятилетий операция оставалась засекреченной. В 1998 году при участии журналиста Питера Арнетта на телеканале CNN была показана передача, посвящённая операции, где утверждалось, что американские силы использовали нервно-паралитический газ зарин, а целью операции было уничтожение американских солдат, перешедших на сторону противника. После этого Пентагон рассекретил информацию об операции. CNN провёл внутреннее расследование и объявил, что озвученные утверждения в передаче не нашли подтверждения. Журналисты, отвечавшие за создание передачи, были уволены. Это был один из крупнейших скандалов в СМИ конца 1990-х годов.